# Okręg Pontoise
Okręg Pontoise (fr. Arrondissement de Pontoise) – okręg w północnej Francji. Populacja wynosi 468 tysięcy.

## Podział administracyjny
W skład okręgu wchodzą następujące kantony:
- Beauchamp,
- Beaumont-sur-Oise,
- Cergy-Nord,
- Cergy-Sud,
- Eaubonne,
- Ermont,
- Franconville,
- Hautil,
- Isle-Adam,
- Magny-en-Vexin,
- Marines,
- Pontoise,
- Saint-Leu-la-Forêt,
- Saint-Ouen-l'Aumône,
- Taverny,
- Vallée-du-Sausseron,
- Vigny.